# Phước Long (huyện)
Phước Long là một huyện cũ thuộc tỉnh Bạc Liêu cũ, Việt Nam.

## Địa lý
Huyện Phước Long nằm ở phía bắc tỉnh Bạc Liêu, có vị trí địa lý:
- Phía đông giáp huyện Vĩnh Lợi và thị xã Ngã Năm, tỉnh Sóc Trăng
- Phía tây giáp huyện Thới Bình, tỉnh Cà Mau
- Phía nam giáp thị xã Giá Rai và huyện Hòa Bình
- Phía bắc giáp huyện Hồng Dân.

### Địa hình, địa mạo
Nhìn chung tương đối bằng phẳng, bề mặt bị chia cắt bởi hệ thống kênh rạch chằng chịt, nằm ở độ cao phổ biến từ trên dưới 0,8m so với mực nước biển, độ dốc trung bình từ 1–1,5 cm/km, có xu hướng thấp dần từ Tây Bắc xuống Tây Nam. Địa hình của huyện thuận lợi cho việc tận dụng thủy triều đưa nước mặn vào nội đồng phục vụ nuôi trồng thủy sản, song cũng tạo thành những vùng trũng cục bộ đọng nước chua phèn gây trở ngại cho canh tác. Ngoài ra, còn gây khó khăn cho việc phát triển hạ tầng kỹ thuật phục vụ sản xuất, sinh hoạt trên địa bàn.

### Khí hậu
Huyện Phước Long nằm trong vùng khí hậu nhiệt đới gió mùa, ít bão, quanh năm nóng ẩm, với những đặc trưng chủ yếu sau:
- Chế độ nhiệt: nhiệt độ trung bình hàng năm khoảng 26,6 °C, thường tháng 4 là tháng có nhiệt độ cao nhất khoảng 27,3 °C, tháng 1 thấp nhất khoảng 24,5 °C.
- Chế độ mưa: một năm phân ra 2 mùa rõ rệt; mùa mưa bắt đầu từ tháng 5 đến tháng 11 dương lịch; mùa khô từ tháng 12 đến tháng 4 năm sau, lượng mưa trung bình hàng năm khoảng 1.800mm, tập trung chủ yếu vào mùa mưa (chiếm 90% tổng lượng mưa).
- Chế độ ẩm: cao và ổn định, ít biến đổi qua các năm, bình quân cả năm khoảng 80 – 85%, thấp nhất vào mùa khô, cao nhất vào mùa mưa.
- Chế độ nắng: số giờ nắng trong năm khá cao, khoảng 2.227 giờ/năm. Với những đặc điểm khí hậu như trên tạo thuận lợi cho phát triển nông nghiệp, thủy sản đa canh và thâm canh có hiệu quả cao. Tuy nhiên, vào mùa mưa phải tốn một khoản chi phí khá lớn để đầu tư trang thiết bị kỹ thuật cho khâu phơi sấy, tồn trữ và bảo quản nông sản.[5]

### Thủy văn
Huyện Phước Long có tuyến kênh tạo nguồn Quản Lộ – Phụng Hiệp, là tuyến quan trọng cả về lưu thông đường thủy lẫn cấp thoát nước cho hoạt động sản xuất. Đặc biệt, có hệ thống ranh phân chia mặn – ngọt nên sản xuất trên địa bàn được chia thành hai tiểu vùng. Cụ thể:
- Tiểu vùng mặn: gồm các xã Phong Thạnh Tây A, Phong Thạnh Tây B, Phước Long, một phần xã Vĩnh Phú Tây (Phía Tây kênh Ông Âu, Chủ Đống) và một phần thị trấn Phước Long (phía Bắc kênh Quản Lộ – Phụng Hiệp). Khu vực này chịu ảnh hưởng bởi chế độ bán nhật triều biển Đông và một phần nhật triều của biển Tây qua các trục kênh Quản Lộ – Phụng Hiệp, Kênh Cộng Hòa và chịu ảnh hưởng mặn qua sự điều tiết bởi các cống dọc theo Quốc lộ 1 (Cống Chủ Chí, Nọc Nạn, Giá Rai). Đây là tiểu vùng có thể phát triển mạnh nuôi trồng thủy sản nước lợ và mô hình sản xuất tôm – lúa kết hợp.
- Tiểu vùng giữ ngọt ổn định: bao gồm phần còn lại của huyện, được ngăn mặn triệt để và nhận nguồn nước ngọt từ sông Hậu thông qua tuyến kênh Quản Lộ – Phụng Hiệp. Khu vực này có điều kiện thuận lợi cho canh tác lúa,màu, lúa – màu và nuôi trồng thủy sản nước ngọt.[5]

### Tài nguyên đất
Hiện nay, trên địa bàn huyện Phước Long có 3 nhóm đất chính là đất mặn, đất phèn và đất nhân tác. Trong đó:
- Nhóm đất mặn: bao gồm đất mặn ít mùa khô và đất mặn ít mùa khô có tầng loang lổ đỏ vàng với diện tích khoảng 7.434,63 ha, chiếm 17,79% diện tích tự nhiên, phân bố tập trung chủ yếu ở các xã Hưng Phú, Vĩnh Thanh, Vĩnh Phú Đông. Nhóm đất này có hàm lượng dinh dưỡng cao, chỉ bị nhiễm mặn vào mùa khô trong thời gian ngắn nên xét về khả năng sử dụng thì thích hợp đối với canh tác lúa, rau màu các loại.
- Nhóm đất phèn: bao gồm đất phèn tiềm tàng, đất phèn hoạt động, đất phèn hoạt động bị thủy phân với diện tích khoảng 31.454,83 ha, chiếm 75,27% tổng diện tích tự nhiên, phân bố tập trung chủ yếu ở các xã Phong Thạnh Tây B, Phong Thạnh Tây A, Phước Long, Vĩnh Phú Tây và thị trấn Phước Long. Loại đất này hình thành do quá trình xâm nhập mặn thường xuyên nên bị hạn chế bởi yếu tố chua phèn hoặc chịu đồng thời cả yếu tố phèn và yếu tố mặn, do đó gây bất lợi cho sản xuất và canh tác. Vì vậy, khi sử dụng và cải tạo nhóm đất này cần hết sức chú ý việc hạn chế tối đa những ảnh hưởng bất lợi kể trên. Nhóm đất này thích hợp cho trồng các loại cây ngắn ngày và có tính chịu phèn như khóm, mía,... và thích hợp cho nuôi trồng thủy sản nước lợ.
- Nhóm đất nhân tác: với diện tích 2.476,33 ha, chiếm 5,93% tổng diện tích tự nhiên, hình thành do có sự tác động của con người, nhóm đất này phân bố tập trung dọc theo các tuyến kênh rạch, các trục lộ giao thông lớn, các cụm, tuyến dân cư tập trung. Đất nhân tác bao gồm đất thổ cư, đất xây dựng, một số loại đất chuyên dùng khác,... không dùng cho sản xuất nông nghiệp. Các loại đất này bị tác động với lớp phủ thổ nhưỡng khá dày khoảng 150 cm. Đất nhân tác do tác động từ hoạt động sản xuất nông nghiệp bao gồm đất lên líp trồng màu, lập vườn,... chỉ chịu tác động trong khoảng 50 – 100 cm tính từ mặt đất.

Ngoài ra, đất sông, kênh, rạch có diện tích 425,97 ha, chiếm 1,02% diện tích tự nhiên, phân đều trên địa bàn huyện.

### Tài nguyên nước
Nước mặt: rất dồi dào do được cung cấp từ nước mưa và hệ thống sông, kênh, rạch khá dày đặc trên địa bàn, đặc biệt là nguồn nước từ sông Hậu thông qua kênh Quản Lộ - Phụng Hiệp. Nguồn nước chủ yếu phục vụ cho mục đích sản xuất nông nghiệp, phi nông nghiệp và sinh hoạt của người dân.
Nước dưới đất: được phân bố khá rộng, nước ngọt phân bố chủ yếu ở các tầng chứa nước Pleistoxen, Plioxen, Mioxen ở độ sâu 80 – 500m, chất lượng khá tốt chủ yếu phục vụ cho mục đích sinh hoạt của nhân dân, một số nơi chưa đến 50m đã có nước dưới đất nên rất thuận lợi cho việc khai thác sử dụng.

## Hành chính
Huyện Phước Long có 8 đơn vị hành chính cấp xã trực thuộc, bao gồm thị trấn Phước Long (huyện lỵ) và 7 xã: Hưng Phú, Phong Thạnh Tây A, Phong Thạnh Tây B, Phước Long, Vĩnh Phú Đông, Vĩnh Phú Tây, Vĩnh Thanh.
Bản đồ hành chính huyện Phước Long, tỉnh Bạc Liêu
| \| Tên \| Diện tích năm 2022 (km²) \| Dân số năm 2022 (người) \| Mật độ (người/km²) \| Hành chính \| Năm thành lập \| Loại đô thị \| Năm công nhận \| \| ----------------- \| ------------------------ \| ----------------------- \| ------------------ \| ---------- \| ------------- \| ----------- \| ------------- \| \| Thị trấn (1) \| \| \| \| \| \| \| \| \| Phước Long \| 49,48 \| 24.984 \| 504 \| 11 ấp \| 1979 \| Loại V \| 2021 \| \| Xã (7) \| \| \| \| \| \| \| \| \| Hưng Phú \| 37,93 \| 17.668 \| 465 \| 9 ấp \| 1990 \| \| \| \| Phong Thạnh Tây A \| 55,97 \| 13.523 \| 241 \| 6 ấp \| 2003 \| \| \| \| Phong Thạnh Tây B \| 61,31 \| 15.187 \| 247 \| 7 ấp \| 2003 \| Loại V \| 2022 \| \| Phước Long \| 75,50 \| 20.014 \| 265 \| 9 ấp \| 1987 \| Loại V \| 2021 \| \| Vĩnh Phú Đông \| 48,63 \| 22.297 \| 458 \| 11 ấp \| 1990 \| \| \| \| Vĩnh Phú Tây \| 51,72 \| 18.648 \| 360 \| 11 ấp \| 1990 \| \| \| \| Vĩnh Thanh \| 37,37 \| 19.291 \| 516 \| 14 ấp \| 1979 \| \| \| |                          |                         |                    |            |               |             |               |
| Tên | Diện tích năm 2022 (km²) | Dân số năm 2022 (người) | Mật độ (người/km²) | Hành chính | Năm thành lập | Loại đô thị | Năm công nhận |
| Thị trấn (1) |                          |                         |                    |            |               |             |               |
| Phước Long | 49,48                    | 24.984                  | 504                | 11 ấp      | 1979          | Loại V      | 2021          |
| Xã (7) |                          |                         |                    |            |               |             |               |
| Hưng Phú | 37,93                    | 17.668                  | 465                | 9 ấp       | 1990          |             |               |
| Phong Thạnh Tây A | 55,97                    | 13.523                  | 241                | 6 ấp       | 2003          |             |               |
| Phong Thạnh Tây B | 61,31                    | 15.187                  | 247                | 7 ấp       | 2003          | Loại V      | 2022          |
| Phước Long | 75,50                    | 20.014                  | 265                | 9 ấp       | 1987          | Loại V      | 2021          |
| Vĩnh Phú Đông | 48,63                    | 22.297                  | 458                | 11 ấp      | 1990          |             |               |
| Vĩnh Phú Tây | 51,72                    | 18.648                  | 360                | 11 ấp      | 1990          |             |               |
| Vĩnh Thanh | 37,37                    | 19.291                  | 516                | 14 ấp      | 1979          |             |               |

## Lịch sử